# Tawinan Anukoolprasert
Tawinan Anukoolprasert (ทวินันท์ อนุกูลประเสริฐ; nascido em 13 de abril de 1999), conhecido pelo apelido de Sea (ซี) é um ator, cantor e modelo tailandês. Ele é mais conhecido por seus papéis em 55:15 Never Too Late (2021), Vice Versa (2022) e Last Twilight (2024).

## Início da vida e educação
Sea nasceu em 13 de abril de 1999 em Aiutaia, Tailândia. Em 2022, ele concluiu sua formação em Administração de Empresas na Universidade Kasetsart.

## Carreira
Em 2021, Sea foi contratado como artista pela agência de produção e talentos GMMTV. Nesse mesmo ano, ele fez sua estreia como ator na televisão como personagem coadjuvante na série 55:15 Never Too Late.
Em 2022, Sea conseguiu seu primeiro papel principal na série Vice Versa ao lado de Jimmy Jitaraphol Potiwihok. Sea e Jimmy rapidamente se tornaram populares como "JimmySea", um dos chamados "casais estabelecidos" da GMMTV, ou atores que frequentemente aparecem juntos em séries românticas e, adicionalmente, participam de shows, fanmeetings, eventos promocionais e entrevistas juntos.
Em 2024, Sea estrelou na série Last Twilight como Day, um jogador de badmínton com cegueira parcial devido a uma ceratite infecciosa, que contrata Mok (Jimmy Jitaraphol Potiwihok), um estudante de faculdade técnica, como seu cuidador.

## Imagem pessoal
Sea tem a sua própria marca de roupa "Oh Dawg".

## Filmografia

### Televisão
| Ano  | Título               | Personagem | Notas            | Canal |
| ---- | -------------------- | ---------- | ---------------- | ----- |
| 2021 | 55:15 Never Too Late | Pangpond   | Papel recorrente | GMMTV |
| 2022 | Vice Versa           | Talay/Tess | Papel principal  | GMMTV |
| 2023 | Our Skyy 2           | Talay/Tess | Papel principal  | GMMTV |
| 2023 | Last Twilight        | Day        | Papel principal  | GMMTV |
| 2024 | The Trainee          | Tae        | Papel principal  | GMMTV |
| 2024 | Perfect 10 Liners    | Thongfah   | Papel convidado  | GMMTV |
| TBA  | My Magic Prophecy    | In         | Papel principal  | GMMTV |